# Aéroport de Wollaston Lake
L'aéroport de Wollaston Lake est un aéroport situé en Saskatchewan, au Canada.

## Compagnies et destinations
| Compagnies | Destinations                                                                         |
| ---------- | ------------------------------------------------------------------------------------ |
| Rise Air   | La Ronge (Barber Field), Points North Landing, Prince Albert Glass Field), Saskatoon |

Édité le 16/05/2025